# Elisa Cinti
Elisa Cinti (Ancona, 20 febbraio 1998) è una calciatrice italiana, di ruolo centrocampista.
È sorella gemella di Giulia e Chiara, anch'essa calciatrice che, nel ruolo di difensore, nella stagione 2015-2016 ha condiviso con lei la maglia della squadra romagnola.

## Carriera

### Club
Elisa Cinti si appassiona al mondo del calcio fin dalla giovanissima età, tesserandosi con la società polisportiva Jesina e alternando la sua attività agonistica nelle sue squadre giovanili di calcio a 11 e calcio a 5.
Inserita in rosa nella formazione che gioca nel Campionato Primavera si mette in luce durante la stagione 2014-2015 contribuendo, grazie anche alle sue 10 reti, a portare la sua squadra alla fase nazionale. Le prestazioni offerte nel campionato giovanile convincono la società di inserirla nella rosa della prima squadra già dalla stagione precedente facendo il suo debutto in Serie B, a 15 anni, il 22 dicembre 2013, alla 13ª giornata nella partita vinta fuori casa per 3-1 sulle avversarie della New Team Ferrara.
Durante il calciomercato estivo 2015 coglie l'occasione per compiere un salto di categoria sottoscrivendo con la Riviera di Romagna un contratto per giocare in Serie A nella stagione entrante.
Nel corso del calciomercato invernale 2017 si accorda con il Mantova.
Nell'estate 2018 si trasferisce al Fortitudo Mozzecane per giocare nella rinnovata Serie B a girone unico dal campionato 2018-2019.